# Eläkeläiset
 (avril 2019).
Si vous disposez d'ouvrages ou d'articles de référence ou si vous connaissez des sites web de qualité traitant du thème abordé ici, merci de compléter l'article en donnant les références utiles à sa vérifiabilité et en les liant à la section « Notes et références ».
Eläkeläiset (en français "les retraités") est un groupe finlandais de humppa au style parodique et humoristique. Eläkeläiset est surtout connu dans son pays natal, mais aussi en Europe germanophone (principalement l'Allemagne).

## Histoire
Le groupe a commencé sa carrière au début des années 1990 à Joensuu, et son premier disque est paru en 1994.
Selon les membres du groupe, ils feraient entre 40 et 50 concerts par an, principalement en Allemagne. Se produisant rarement dans de grandes salles, Eläkeläiset a en revanche participé à plusieurs festivals internationaux de musique, dont le "Wacken Open Air" à Wacken en Allemagne en 1999, 2004 et 2010.
Eläkeläiset s'est d'abord fait une réputation en reprenant de manière parodique des titres célèbres de la musique pop ou rock avec des styles humppa rapides ou jenkka lents. Jusqu'à l'album "Werbung, Baby!" de 1999, chaque titre de chanson contenait les mots "Humppa", "Polkka" ou "Jenkka".
En 2008, le critique et journaliste Ilkka Mattila a publié a livre sur le groupe, Eläkeläist : Suuri Suomalainen Juopottelukirja (Eläkeläiset : le grand livre finlandais de la biture).
En 2010, Eläkeläiset a participé à la sélection nationale pour le Concours Eurovision avec la chanson Hulluna Humpasta, terminant en troisième position,. Conformément au règlement, le groupe doit alors composer ses chansons (plutôt que de faire des reprises).
Pour l'album Humppa of Finland (2017), le groupe a fait intervenir lors de l'enregistrement 150 musiciens invités, dont Aku, Martti et Pantse Syrjä et Juha Torvinen (Eppu Normaali), Esa Holopainen (Amorphis), Janne Wirman (Children of Bodom), Jonne Järvelä (Korpiklaani), Jouni Hynynen (Kotiteollisuus), Jukka Nevalainen, Kai Hahto et Tuomas Holopainen (Nightwish), Noora Louhimo (Battle Beast), Samuli Putro et Samy Elbanna (Lost Society) ou encore Tony Kakko (Sonata Arctica).

## Composition du groupe
- Onni Waris : claviers, guitare, violon et chant
- Petteri Halonen : claviers et chant
- Lassi Kinnunen : accordéon et chant
- Martti Waris : basse et chant
- Tapio Santaharju : batterie et chant

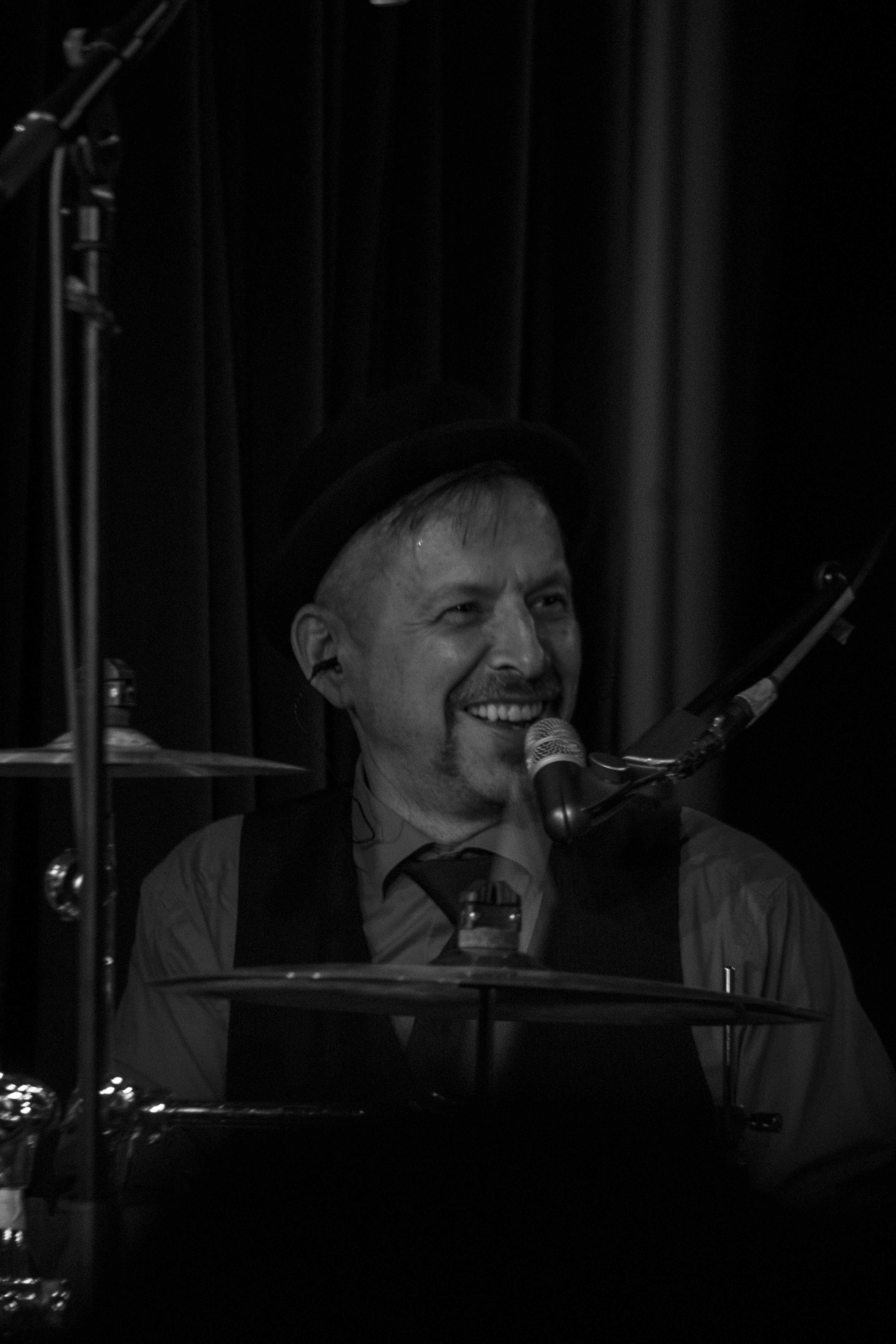
Tapio Santaharju
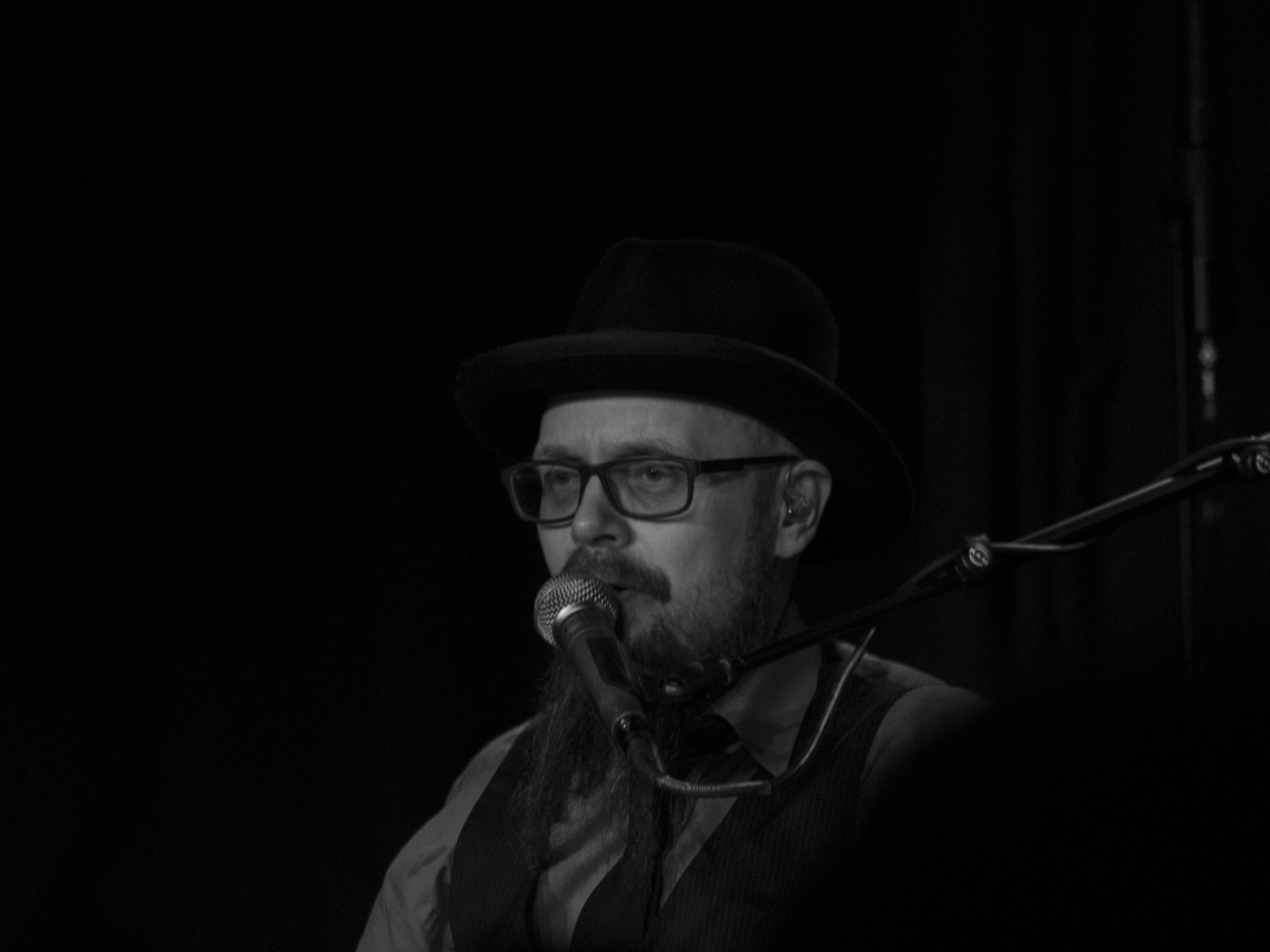
Martti Waris
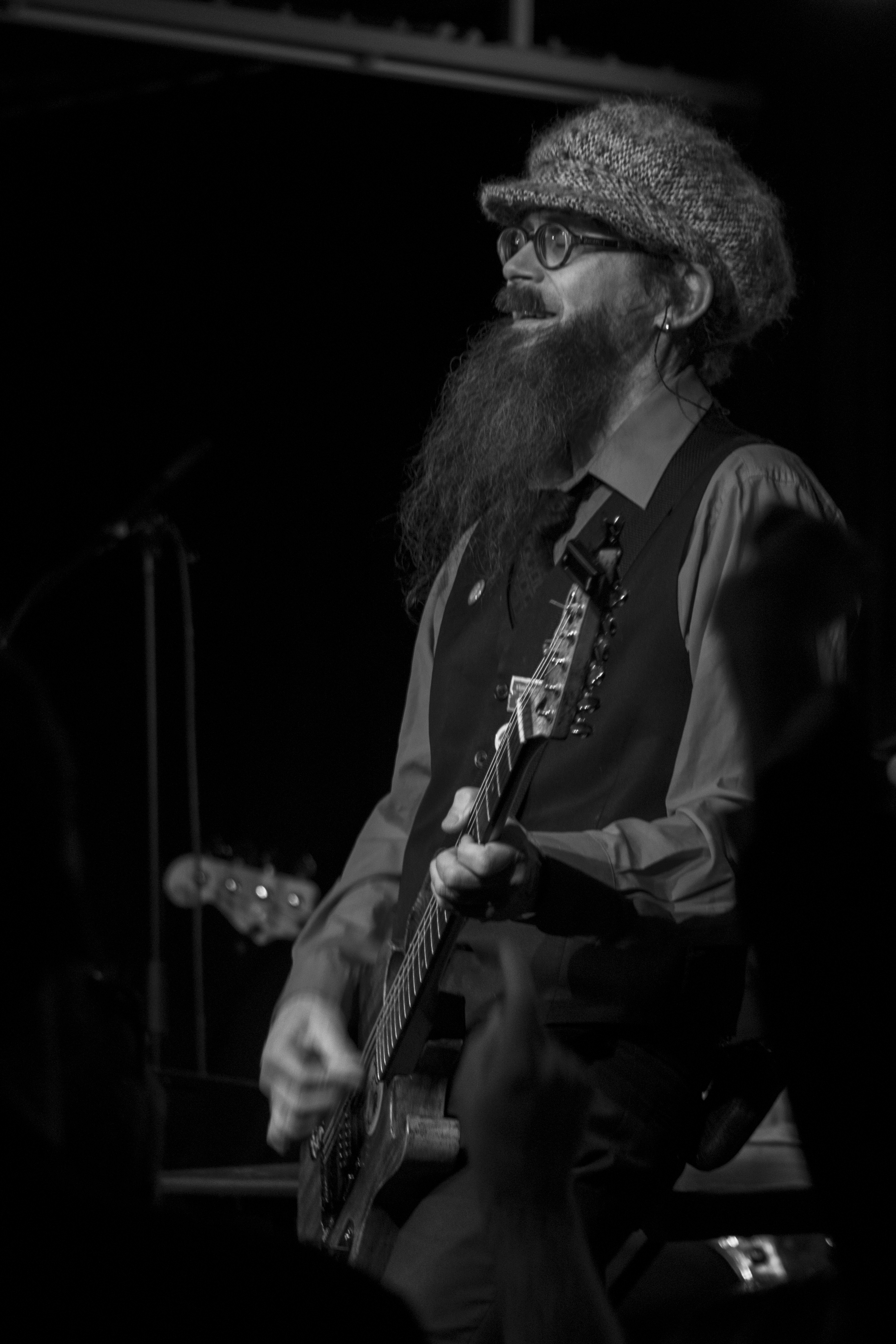
Onni Waris
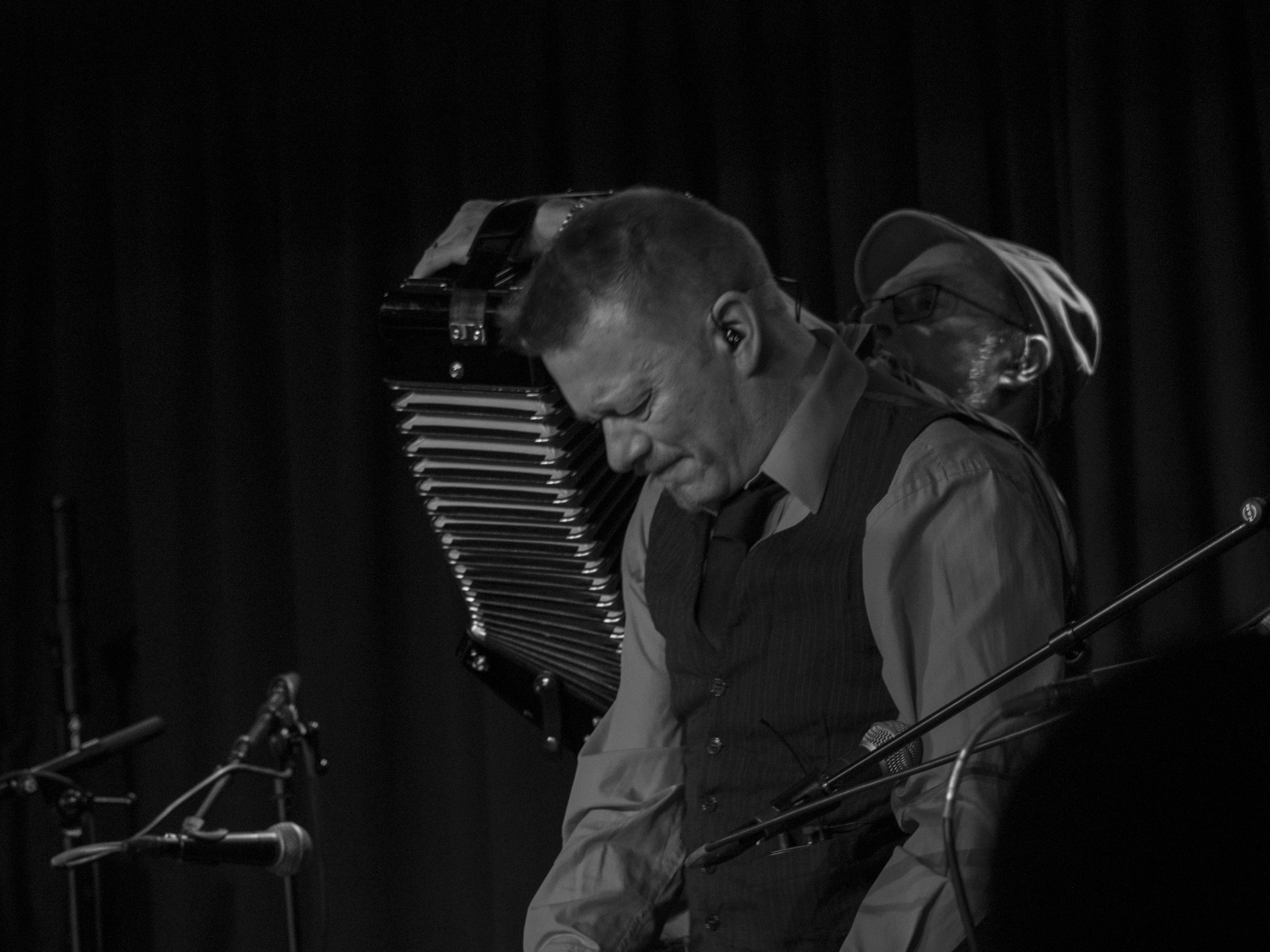
Petteri Halonen
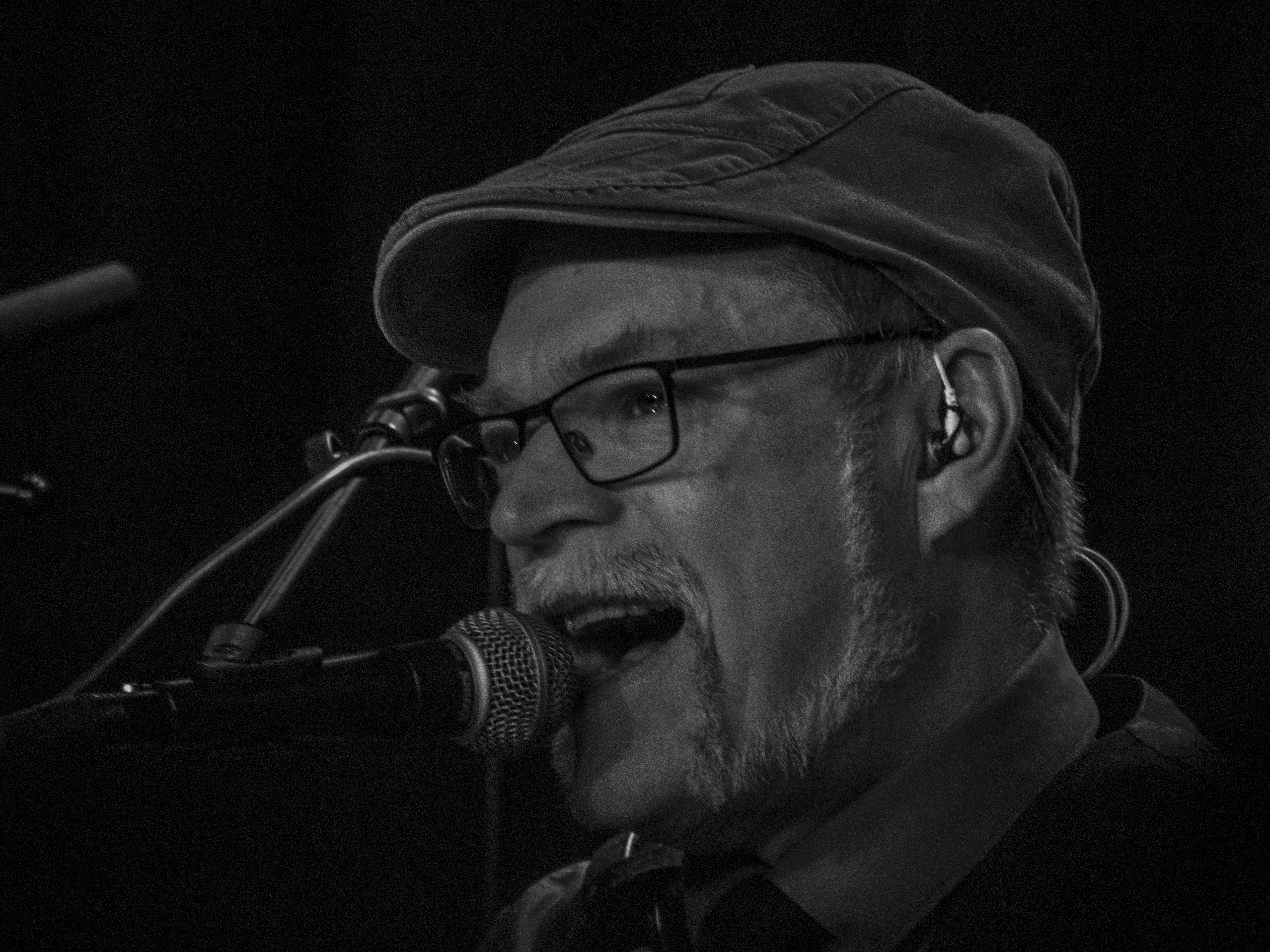
Lassi Kinnunen

### Anciens membres
- Petteri Terävä (guitare, 1993-1994, 2000)
- Kristian Voutilainen (batterie, 1993-1994, 1996–2014)

## Quelques reprises de standards du rock
- Anarkistijenkka est une reprise du titre Anarchy in the U.K. chanté par les Sex Pistols
- Astuva humppa est une reprise du titre These Boots Are Made for Walkin' chanté par Nancy Sinatra
- Dementikon keppihumppa est une reprise du titre I Was Made for Lovin' You chanté par Kiss
- Hotelli Helpotus est une reprise du titre Hotel California chanté par les Eagles
- Hullun jenkka est une reprise du titre Paranoid chanté par Black Sabbath
- Humpatkaa est une reprise du titre Thunderstruck chanté par AC/DC
- Humppaan est une reprise du titre Layla chanté par Eric Clapton et Derek and the Dominos
- Humppabarbi est une reprise du titre Barbie Girl chanté par Aqua
- Humppaleski 45 est une reprise du titre Every Breath You Take chanté par The Police
- Humppanirvana est une reprise du titre Smells Like Teen Spirit chanté par Nirvana
- Humppasonni est une reprise du titre Join Me in Death chanté par HIM
- Humppaukaasi est une reprise du titre We Will Rock You chanté par Queen
- Jääkärihumppa est une reprise du titre The Final Countdown chanté par Europe
- Jukolan humppa est une reprise du titre Nemo chanté par Nightwish
- Olkoon humppa est une reprise du titre Let There Be Rock chanté par AC/DC
- Päätön humppa est une reprise du titre Enola Gay chanté par Orchestral Manoeuvres in the Dark
- Paratiisihumppa est une reprise du titre Gangsta's Paradise chanté par Coolio
- Savua Laatokalla est une reprise du titre Smoke on the Water chanté par Deep Purple
- Vanhamiljonäärihumppa est une reprise du titre London Calling chanté par The Clash
- Vihaan humppa est une reprise du titre Hate Me! chanté par Children of Bodom
- Vaivaistalossa est une reprise du titre House of Sleep chanté par Amorphis

## Discographie

### DVD
- Sekoilun Ytimessä (2003)